# К'ініч-Вав
К'ініч-Вав (між 534 та 554 — бл.593) — ахав Мутуля у 562—593 роках. Відомий також під іменами «Череп тварини» та «Голова ящірки».

## Життєпис
Походив з Теотіуаканської династії, ймовірно з якоїсь бічної гілки, проте достеменно невідомо. Його дід на ім'я К'ініч-Вав посідав одне з провідних місць за цариці Іш-Йок'ін. Син людини на ім'я Вогняний хрест та Іш-Цуц-Чан з царства Балам. Стосовно дати народження немає чітких відомостей, народився десь між 534 і 554 роками. Після загибелі у 562 році ахава Вак-Чан-К'авііля, зумів здобути владу. Низка дослідників вважає, що К'ініч-Вав мав претензії на трон за материнською лінією. Дата церемонії інтронізації невідома.
Незабаром після сходження на трон почав готуватися до відновлення потуги своєї держави. Про це відомі лише невеличкі факти. Так, він продовжував носити титул калоомте (імператора), підтверджуючи високий статус мутульських володарів та їх політичні амбіції в регіоні. За наказом К'ініч-Вава було створено «династичну посудину», в написі на якій перераховані одинадцятий, дванадцятий та чотирнадцятий царі Мутуля. К'ініч-Вав прагнув показати себе спадкоємцем першої династії і тим самим зміцнити власну легітимність. Водночас зміг зберегти контроль над низкою невеличких царств, зокрема Баламом, державою матері. Встановлені дружні стосунки з державою зі столицею в городищі Алтар-де-Сакріфісіос
Остання згадка датується днем 9.8.0.0.0, 5 Ахав 3 Ч'єн (24 серпня 593 року), коли він відсвяткував закінчення 20-річчя. Помер між 593 та 613 роками.
Єдиним можливим монументом К'ініч-Вава вважають стелу 8, але її датування залишається спірною. Гробницю цього правителя розташована під «Храмом XXXII» Північного акрополя і сьогодні позначається як «Поховання 195».